# Ulysses Sherman Grant
Pour les articles homonymes, voir Grant.
Ulysses Sherman Grant est un géologue et un paléoconchyliologiste américain, né le 14 février 1867 à Moline (Illinois) et mort le 22 septembre 1932 à Evanston (Illinois).

## Biographie
Il obtient son Bachelor of Sciences (1888) à l’université du Minnesota et son doctorat (1893) à université Johns-Hopkins. Assistant géologue pour l’État du Minnesota (1893-1894), il enseigne la géologie à l’université du Minnesota. De 1899 à 1907, il est géologue auprès du service de recherche d’histoire naturelle du Wisconsin, de 1904 à 1925, il occupe une fonction similaire auprès du service fédéral de recherche géologique et, de 1906 à 1920, du service de recherche géologique de l’Illinois. Membre de l’American Society of Geology, il y assure le rôle de directeur de publication.
Grant étudie les ressources pétrolières et minières. Il s’intéresse aussi aux mollusques d’Alaska.
Il n’a aucun lien de parenté avec le 18e président des États-Unis, Ulysses Simpson Grant (1822-1885).

## Source
- Robert Tucker Abbott (1974). American Malacologists. A National Register of Professional and Amateur Malacologists and Private Shell Collectors and Biographies of Early American Mollusk Workers Born Between 1618 and 1900, American Malacologists (Falls Church, Virginie) : iv + 494 p.  (ISBN 0-913792-02-0)